# Асанов Олександр Олександрович
Олександр Олександрович Асанов (рос. Александр Александрович Асанов; 10 червня 1984, м. Усть-Каменогорськ, СРСР) — казахський хокеїст, захисник.
Виступав за команди «Казцинк-Торпедо», «Сариарка» (Караганда), «Сокіл» (Красноярськ), «Іжсталь» (Іжевськ).
У складі молодіжної збірної Казахстану учасник чемпіонатів світу 2002 (дивізіон I), 2003 (дивізіон I) і 2004 (дивізіон I). У складі юінорської збірної Казахстану учасник чемпіонатів світу 2001 (дивізіон I) і 2002 (дивізіон I).